# Distrito de Santa Bárbara de Carhuacayán

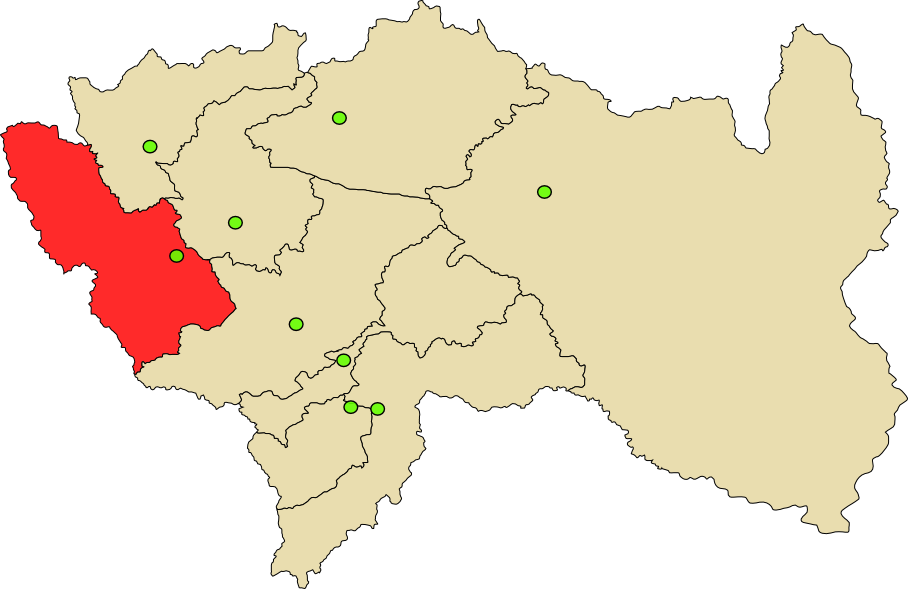
Provincia de Yauli en el Departamento de Junín

El Distrito de Santa Bárbara de Carhuacayán es uno de los diez distritos de la Provincia de Yauli, ubicada en el Departamento de Junín, bajo la administración del Gobierno Regional de Junín, en la sierra central del Perú.
Dentro de la división eclesiástica de la Iglesia Católica del Perú, pertenece a la Vicaría V de la Arquidiócesis de Huancayo

## Historia
El distrito fue creado mediante Ley 12097 del 7 de abril de 1954, en el gobierno del Presidente Manuel A. Odría.

## Geografía
Abarca una superficie de 646,29 kilómetros cuadrados.

## Capital
Es el pueblo de Santa Bárbara de Carhuacayán.

## Población
Tiene una población de 1 496 habitantes.

## Autoridades

### Municipales
- 2019 - 2022[3]
  - Alcalde: Juan Carlos Llacza Alcantara (Movimiento Político Regional Perú Libre).
  - Regidores:

  1. William Ángel Caparachín Guerreros (Movimiento Político Regional Perú Libre)
  2. Isaías Luis Caparachín Ricapa (Movimiento Político Regional Perú Libre)
  3. Sandy Lisset Osorio Gerónimo (Movimiento Político Regional Perú Libre)
  4. Gian Marco Gerónimo Fraga (Movimiento Político Regional Perú Libre)
  5. Edith Felicia Rojas Alcantara (Alianza para el Progreso)

Alcaldes anteriores
- 2015 - 2018:[4] Roque Alejandro Contreras Fraga, Movimiento Junín Sostenible con su Gente (JSG).
- 2011-2014:[5] Roque Alejandro Contreras Fraga, Partido Acción Popular (AP).
- 2007-2010: Roque Alejandro Contreras Fraga, Partido Acción Popular.

### Policiales
- Comisaría de La Oroya
  - Comisario: Cmdte. PNP. Dennis Pizarro.[6]

## Educación

### Instituciones educativas
- I.E. 427 NIVEL INICIAL
- I.E.N.31153 FELIPE FIERRO BADILLO NIVEL PRIMARIO
- I.E. "CUATRO DE DICIEMBRE" NIVEL SECUNDARIO